# Доннелли, Саймон
Саймон Томас Доннелли (англ. Simon Thomas Donnelly; род. 1 декабря 1974, Глазго, Шотландия) — шотландский футболист и тренер, участник чемпионата мира 1998 года.

## Карьера

### Клубная карьера
Свою профессиональную карьеру Доннелли начал в «Куинз Парк», а в 1993 году перешёл в «Селтик». Дебют игрока в чемпионате Шотландии произошёл в конце сезона 1993/1994, когда в мачте против «Хиберниана» он в возрасте 19 лет вышел на замену. Проведя с начала марта за зелёно-белых 12 игр, он сумел отличиться 5 раз. Следующий сезон оказался для Доннелли менее удачным: в 17 матчах чемпионата он ни разу не поразил ворота соперников, но дошёл с «Селтиком» до финала Кубка шотландской лиги, а также стал обладателем Кубка Шотландии. В сезоне 1995/1996 Доннелли стал регулярно выходить на поле, пропустив лишь один матч первенства и забив при этом 6 мячей, а также сыграл большинство матчей сезона 1996/1997.
Сезон 1997/1998 сложился для Саймона наиболее успешно: в 30 матчах чемпионата он отличился 10 раз, став при этом чемпионом Шотландии, а также одержал с зелёно-белыми победу в Кубке лиги.
Следующий сезон стал для Доннелли последним в «Селтике» — в июле 1999 года вместе с Филом О’Доннеллом на правах свободных агентов они отправились играть в Англию за «Шеффилд Уэнсдей». Первый сезон в составе «сов» был омрачён для Доннелли многочисленными травмами, как следствие, он выходил на поле лишь 12 раз, а клуб вылетел из Премьер-лиги. В рамках Первого английского дивизиона Саймон провёл 41 матч, отметившись 7 результативными ударами. 
В августе 2003 года игрок вернулся в Шотландию и заключил однолетний контракт с «Сент-Джонстоном». Несмотря на свою травматичность, Доннелли отыграл все матчи лиги сезона 2003/2004, отличившись 8 раз. В 2004 году перешёл в «Данфермлин Атлетик», где его вновь стали преследовать травмы, в результате чего за два года он выходил на поле менее 40 раз.

### Карьера в сборной
С 1994 года Доннелли привлекался к матчам молодёжной сборной Шотландии, за которую он провёл 11 поединков, забив при этом трижды.
Дебют Доннелли за основную сборную состоялся в конце сезона 1996/1997 в товарищеском матче между Шотландией и Мальтой. Игрок также стабильно вызывался на игры сборной перед чемпионатом мира 1998 года и был включён в заявку на сам мундиаль, однако ни одного матча на нём не провёл.

### Карьера тренера
30 января 2013 года Доннелли вошёл в тренерский штаб «Данди Юнайтед», которым руководил Джеки Макнамара. В сентябре 2015 года после ухода Макнамары Доннелли также покинул клуб.
В ноябре 2015 года Макнамара был назначен на пост главного тренера английского «Йорк Сити», и Саймон вновь вошёл в его тренерский штаб. После перевода Макнамары с должности тренера на пост исполнительного директора Доннелли 16 октября 2016 года покинул клуб.

## Достижения
В качестве игрока
 Селтик:
- Чемпион Шотландии: (1) 1997/98
- Обладатель Кубка Шотландии: (1) 1994/95
- Обладатель Кубка шотландской лиги: (1) 1997/98